# Batalha de Resena
Batalha de Resena (em latim: Resaena) foi uma batalha travada em Resena (Ras al-Ayn, Síria), perto da moderna cidade de Ceylanpınar, na Turquia, em 243 entre as forças do Império Romano, lideradas pelo imperador Gordiano III e seu prefeito pretoriano, Timesiteu, contra um exército sassânida liderado pelo rei Sapor I. Os romanos saíram vitoriosos do combate.

## História
Esta batalha é parte da campanha ordenada pelo imperador romano Gordiano III para reconquistar as cidades romanas de Hatra, Nísibis e Carras, conquistados por Sapor e seu pai, Artaxes I, quando o império mergulhou na Crise do terceiro século.
Depois da vitória, as legiões romanas recuperaram Nísibis e Singara, avançando até o Eufrates cruzando o Cabur. Durante o avanço até a capital sassânida de Ctesifonte, o exército de Gordiano foi derrotado na Batalha de Misiche em 244. Gordiano morreu em combate ou foi assassinado logo depois da derrota.